# Shareaza
Shareaza är en gratis Windows–baserad peer-to-peer-klient som har stöd för nätverken Gnutella, Gnutella2, EDonkey Network, BitTorrent, FTP och HTTP. Det utvecklades av Michael Stokes.
I slutet av 2002, presenterade Stokes Gnutella2, en omarbetad version av Gnutella med många grundläggande uppdateringar, och lät Shareaza stödja det. Det här fick mycket kritik från andra Gnutella-utvecklare eftersom Gnutella2 utvecklats utan hjälp av någon utifrån. Gnutella2-nätverket klarat sig bra än så länge trots att det utvecklades privat, och stöds nu av bland annat Shareaza, MLDonkey, Adagio, Gnucleus, Morpheus, och iMesh. Motståndare till namnet "Gnutella2" kallar det 'Mike's Protocol', eller bara 'MP'.
Den 1 juni 2004, släpptes Shareaza 2.0 tillsammans med källkoden under GPL, och blev fri programvara. Version 2.1 släpptes 19 september 2004, och inkluderade många buggfixar bland annat bättre stöd för Windows XP Service Pack 2.
Shareaza finns översatt till 18 språk.